# Reprezentacja Francji w piłce siatkowej kobiet
Reprezentacja Francji w piłce siatkowej kobiet – narodowa reprezentacja tego kraju, reprezentująca go na arenie międzynarodowej.

## Osiągnięcia
Igrzyska Śródziemnomorskie:
- 1983, 1993
- 1979, 1997, 2001

Liga Europejska:
- 2022[1]

## Trenerzy
| Lata      | Imię i nazwisko          |
| --------- | ------------------------ |
| 2004–2006 | Yan Sanchez              |
| 2007      | Yan Fang                 |
| 2008–2013 | Fabrice Vial             |
| 2014–2016 | Magali Magail            |
| 2017–2018 | Félix André              |
| 2018–2024 | Emile Rousseaux          |
| 2025–     | Cesar Hernández González |

## Skład reprezentacji Francji naLigę Narodów 2025[8]
| 41 | Marie-Raphaëlle Andriamaherizo-Ranaivo | środkowa     | Voléro Le Cannet                     |
| 49 | Victoria Foucher                       | atakująca    | Vandœuvre Nancy Volley-Ball          |
| 53 | Maéva Schalk                           | atakująca    | Voléro Le Cannet                     |
| 54 | Aurélia Ebatombo                       | atakująca    | AO Markopoulo Revoil                 |
| 57 | Chloé Mayer                            | środkowa     | MHB-Békéscsaba                       |
| 63 | Émilie Respaut                         | rozgrywająca | Pays d’Aix Venelles                  |
| 68 | Manon Jaegy                            | libero       | VBC Chamalières                      |
| 75 | Auriane Biemel                         | libero       | Levallois Paris Saint Cloud          |
| 78 | Camille Massuel                        | środkowa     | RC Cannes                            |
| 83 | Lila Girgenti                          | atakująca    | Pays d’Aix Venelles                  |
| 88 | Amélie Rotar                           | przyjmująca  | SMI Roma Volley / CS Volei Alba-Blaj |
| 91 | Halimatou Bah                          | przyjmująca  | Neptunes de Nantes VB                |
| 92 | Naomi Ngolongolo                       | środkowa     | Resinglass Olbia                     |
| 98 | Sabine Haewegene                       | przyjmująca  | VBC Chamalières                      |
| 99 | Juliette Gelin                         | libero       | Numia Vero Volley Milano             |

| Nr | Imię i nazwisko          | Pozycja      | Klub (sezon 2024/2025)           |
| -- | ------------------------ | ------------ | -------------------------------- |
| 1  | Héléna Cazaute (kapitan) | przyjmująca  | Numia Vero Volley Milano         |
| 2  | Nawelle Chouikh-Barbez   | przyjmująca  | VBC Chamalières                  |
| 3  | Amandine Giardino        | libero       | Neptunes de Nantes VB            |
| 4  | Lauralee Blanc           | rozgrywająca | VBC Chamalières                  |
| 6  | Marina Pezelj            | przyjmująca  | RC Cannes                        |
| 7  | Iman Ndiaye              | atakująca    | Keçiören Belediyesi Sigorta Shop |
| 9  | Nina Stojiljkovic        | rozgrywająca | Aydın Büyükşehir Belediyespor    |
| 10 | Fatoumata Fanguédou      | środkowa     | VBC Chamalières                  |
| 11 | Lucille Gicquel          | atakująca    | ‏Reale Mutua Fenera Chieri        |
| 12 | Cyrielle Depie           | atakująca    | Levallois Paris Saint Cloud      |
| 13 | Guewe Diouf              | przyjmująca  | UNI Opole                        |
| 15 | Amandha Marine Sylves    | środkowa     | Wash4Green Pinerolo              |
| 18 | Ève-Yorène Math          | rozgrywająca | France Avenir                    |
| 21 | Éva Elouga               | środkowa     | Pays d’Aix Venelles              |
| 35 | Énora Danard-Selosse     | rozgrywająca | Volley Mulhouse Alsace           |

## Udział w imprezach międzynarodowych

### Mistrzostwa Świata

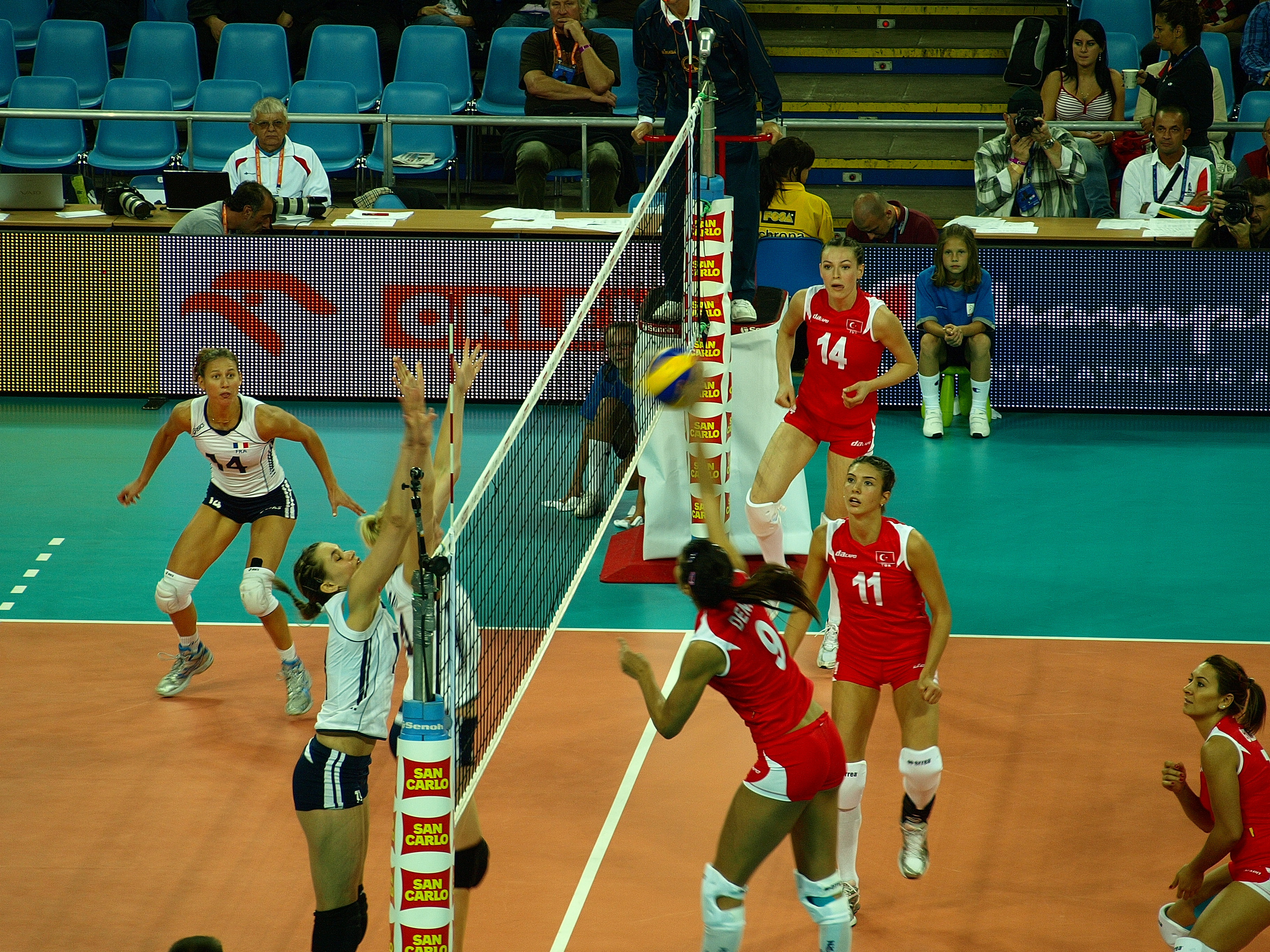
Mecz Mistrzostw Europy Kobiet w Piłce Siatkowej pomiędzy Turcją i Francją w Hali Stulecia we Wrocławiu w 2009 roku

| Rok  | Kraj             | Miejsce      |
| ---- | ---------------- | ------------ |
| 1952 | ZSRR             | 7. miejsce   |
| 1956 | Francja          | 12. miejsce  |
| 1960 | Brazylia         | brak udziału |
| 1962 | ZSRR             | brak udziału |
| 1967 | Japonia          | brak udziału |
| 1970 | Bułgaria         | brak udziału |
| 1974 | Meksyk           | 16. miejsce  |
| 1978 | ZSRR             | brak udziału |
| 1982 | Peru             | brak udziału |
| 1986 | Czechosłowacja   | brak udziału |
| 1990 | Chiny            | brak udziału |
| 1994 | Brazylia         | brak udziału |
| 1998 | Japonia          | brak udziału |
| 2002 | Niemcy           | brak udziału |
| 2006 | Japonia          | brak udziału |
| 2010 | Japonia          | brak udziału |
| 2014 | Włochy           | brak udziału |
| 2018 | Japonia          | brak udziału |
| 2022 | Polska/ Holandia | brak udziału |
| 2025 | Tajlandia        |              |

### Mistrzostwa Europy
| Rok  | Kraj                                 | Miejsce      |
| ---- | ------------------------------------ | ------------ |
| 1949 | Czechosłowacja                       | 5. miejsce   |
| 1950 | Bułgaria                             | brak udziału |
| 1951 | Francja                              | 4. miejsce   |
| 1955 | Rumunia                              | brak udziału |
| 1958 | Czechosłowacja                       | 9. miejsce   |
| 1963 | Rumunia                              | brak udziału |
| 1967 | Turcja                               | brak udziału |
| 1971 | Włochy                               | 13. miejsce  |
| 1975 | Jugosławia                           | brak udziału |
| 1977 | Finlandia                            | brak udziału |
| 1979 | Francja                              | 11. miejsce  |
| 1981 | Bułgaria                             | brak udziału |
| 1983 | NRD                                  | 10. miejsce  |
| 1985 | Holandia                             | 8. miejsce   |
| 1987 | Belgia                               | 7. miejsce   |
| 1989 | Niemcy                               | 10. miejsce  |
| 1991 | Włochy                               | 9. miejsce   |
| 1993 | Czechy                               | brak udziału |
| 1995 | Holandia                             | brak udziału |
| 1997 | Czechy                               | brak udziału |
| 1999 | Włochy                               | brak udziału |
| 2001 | Bułgaria                             | 8. miejsce   |
| 2003 | Turcja                               | brak udziału |
| 2005 | Chorwacja                            | brak udziału |
| 2007 | Belgia/ Luksemburg                   | 8. miejsce   |
| 2009 | Polska                               | 14. miejsce  |
| 2011 | Serbia/ Włochy                       | 10. miejsce  |
| 2013 | Niemcy/ Szwajcaria                   | 8. miejsce   |
| 2015 | Holandia/ Belgia                     | brak udziału |
| 2017 | Azerbejdżan/ Gruzja                  | brak udziału |
| 2019 | Turcja/ Polska/ Słowacja/ Węgry      | 21. miejsce  |
| 2021 | Serbia/ Bułgaria/ Chorwacja/ Rumunia | 7. miejsce   |
| 2023 | Włochy/ Niemcy/ Belgia/ Estonia      | 6. miejsce   |

### Igrzyska śródziemnomorskie
| Rok  | Miasto/Miasta          | Miejsce    |
| ---- | ---------------------- | ---------- |
| 1951 | Aleksandria            | ?          |
| 1955 | Barcelona              | ?          |
| 1959 | Bejrut                 | ?          |
| 1963 | Neapol                 | ?          |
| 1967 | Tunis                  | ?          |
| 1971 | Izmir                  | ?          |
| 1975 | Algier                 | ?          |
| 1979 | Split                  | 3. miejsce |
| 1983 | Casablanca             | 2. miejsce |
| 1987 | Latakia                | ?          |
| 1991 | Ateny                  | ?          |
| 1993 | Langwedocja-Roussillon | 2. miejsce |
| 1997 | Bari                   | 3. miejsce |
| 2001 | Tunis                  | 3. miejsce |
| 2005 | Almería                | 5. miejsce |
| 2009 | Pescara                | 6. miejsce |
| 2013 | Mersin                 | 6. miejsce |
| 2018 | Tarragona              | 4. miejsce |
| 2022 | Oran                   | 9. miejsce |
| 2026 | Tarent                 |            |

### Liga Europejska
| Rok  | Miasto                   | Miejsce      |
| ---- | ------------------------ | ------------ |
| 2009 | Kayseri                  | 4. miejsce   |
| 2010 | Ankara                   | brak udziału |
| 2011 | Stambuł                  | 6. miejsce   |
| 2012 | Karlowe Wary             | 5. miejsce   |
| 2013 | Warna                    | brak udziału |
| 2014 | brak turnieju finałowego | brak udziału |
| 2015 | brak turnieju finałowego | brak udziału |
| 2016 | brak turnieju finałowego | 7. miejsce   |
| 2017 | brak turnieju finałowego | 5. miejsce   |
| 2018 | Budapeszt                | 11. miejsce  |
| 2019 | Varaždin                 | 10. miejsce  |
| 2021 | Ruse                     | 5. miejsce   |
| 2022 | Orlean                   | 1. miejsce   |
| 2023 | brak turnieju finałowego | 5. miejsce   |